# 莱夫基米
莱夫基米（希臘語：Λευκίμμη）希腊伊奧尼亞群島大區克基拉专区南克基拉市镇的一个市区。市区面积为50.819平方公里，2011年人口数量为5,800人。
莱夫基米再2011年之前曾为单独的市镇。2011年地方政府改革后其成为克基拉市镇的一部分。2019年克基拉市镇取消并分为三个市镇，莱夫基米成为南克基拉市镇的市区及其行政中心。
莱夫基米是该岛最南端的市区。旅游业、农业和其他行业是其主要产业，有着海滩、餐厅、商店、小酒馆和酒店等设施。一条运河穿过城镇的东部。原市镇的行政中心为莱夫基米镇（人口2,935）。它的最大的城镇除了莱夫基米镇外还有卡沃斯（人口685）、Palaiochóri（459）、Vitaládes（442）和Kritiká（453）